# Tiszabecs, Szabolcs-Szatmár-Bereg
Tiszabecs  este un sat în districtul Fehérgyarmat, județul Szabolcs-Szatmár-Bereg, Ungaria, având o populație de 1.116 locuitori (2011). 

## Demografie
Componența etnică a satului Tiszabecs
     Maghiari (83,11%)
     Romi (15,7%)
     Ucraineni (1,19%)
Componența confesională a satului Tiszabecs
     Reformați (71,06%)
     Greco-catolici (3,76%)
     Fără religie (3,14%)
     Romano-catolici (2,78%)
     Necunoscută (19%)
     Luterani (0,27%)
     Alte religii (4,39%)
Conform recensământului din 2011, satul Tiszabecs avea 1.116 locuitori. Din punct de vedere etnic, majoritatea locuitorilor (83,11%) erau maghiari, existând și minorități de romi (15,7%) și ucraineni (1,19%).  Din punct de vedere confesional, majoritatea locuitorilor (71,06%) erau reformați, existând și minorități de greco-catolici (3,76%), persoane fără religie (3,14%) și romano-catolici (2,78%). Pentru 19,0% din locuitori nu este cunoscută apartenența confesională.